# Animal Dreams
Animal Dreams é um livro do gênero romance lançado em 1990. É o segundo livro escrito pela escritora americana Barbara Kingsolver, publicado pela editora HarperCollins.
O livro, como outros romances da autora, conta a história em diferentes perspectivas e seus vários capítulos. Uma mulher, chamada Cosima "Codi" Noline volta para a sua cidade natal de Grace, Arizona, para ajudar seu pai, Doc Homer, que está lidando com Doença de Alzheimer. Codi decide ensinar Biologia na escola local em Grace, e vive na casa de uma antiga amiga, Emelina. O livro começa sob a perspectiva de Doc homer, criando duas narrativas no livro, os sonhos e eventos do passado com Doc Homer, e os eventos atuais sob a perspectiva Codi.